# Klaas Zwart

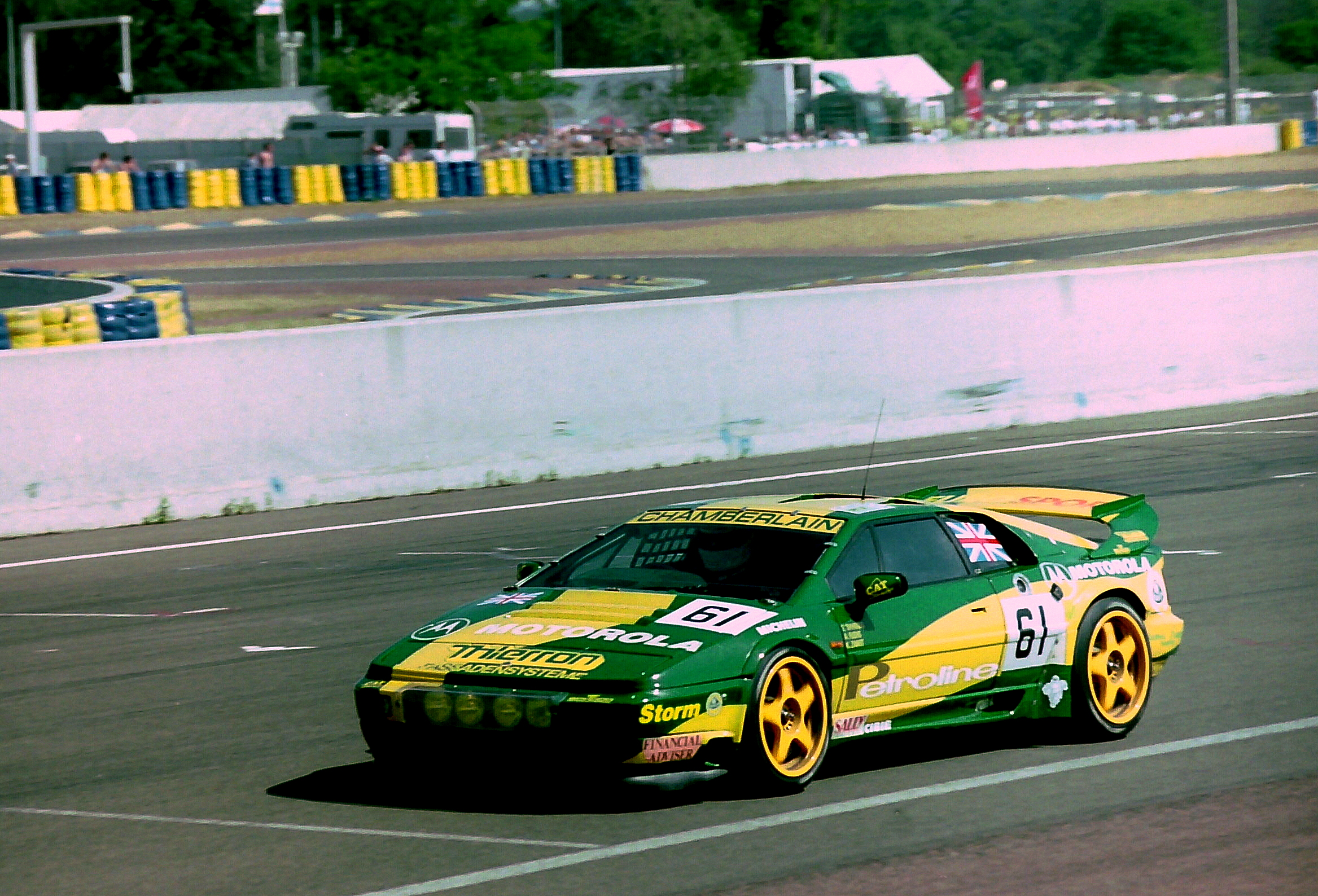
Der Lotus Esprit S300 von Klaas Zwart, Thorkild Thyrring und Andreas Fuchs beim 24-Stunden-Rennen von Le Mans 1994

Klaas Johannes Zwart (* 19. März 1951 in Warga, Provinz Friesland) ist ein niederländischer Unternehmer und ehemaliger Automobilrennfahrer.

## Leben
Nach seiner Ausbildung und Studium gründete er sein erstes Unternehmen Petroline Wireline Services im Offshore-Bereich. Sein Unternehmen war vor allem mit der Verbesserung von Benzin- und Ölproduktionsanlagen erfolgreich. 1990 wurde Zwart im Motorsport durch die Britische Ferrari-Challenge-Serie als Rennfahrer bekannt.
Nach dem Verkauf des Offshore-Unternehmens gründete er 1995 das Unternehmen Ascari Cars und entwickelte eine eigene Supersportwagenserie.  Mit den Modellen fuhr Zwart selber in  der britischen GT-Meisterschaft. Nach der Gründung des Werksteams nahm Ascari Cars im Jahr 2000 an der amerikanischen LeMans-Serie, Klasse LMP und an der europäischen LeMans-Serie, Klasse LMP900 teil.  2001 nahm er beim 24-Stunden-Rennen von Le Mans teil. 2003 fuhr Zwart in der FIA Sportwagen Meisterschaft, Klasse SR1 und 2004 fuhr er 6 von 20 Rennen in der europäischen Tourenwagenmeisterschaft Klasse Independents Trophy.
Im Jahr 2000 erwarb Zwart ein Grundstück im südspanischen Ronda und entwarf eine Rennstrecke die speziell für GT-Fahrzeuge ausgelegt wurde. Der Rundkurs Circuito Ascari  mit Renn-, Kart- und Offroadstrecke sowie Hotelanlage, Clubhaus und diverse Einrichtungen wurde 2003 eröffnet. Es ist die längste FIA-zugelassenen Rennstrecke in Spanien. Sie wird auch von internationalen Teams und Sportwagen- und Reifenherstellern als Teststrecke genutzt.

## Trivia
Klaas Zwart ist Besitzer einer Serie von historischen Ferrari-Rennwagen, die er auch bei historischen Rennveranstaltungen selbst pilotiert.

## Statistik

### Le-Mans-Ergebnisse
| Jahr | Team        | Fahrzeug          | Teamkollege       | Teamkollege   | Platzierung | Ausfallgrund |
| ---- | ----------- | ----------------- | ----------------- | ------------- | ----------- | ------------ |
| 1994 | Lotus Cars  | Lotus Esprit S300 | Thorkild Thyrring | Andreas Fuchs | Ausfall     | Lagerschaden |
| 2001 | Team Ascari | Ascari A410       | Xavier Pompidou   | Scott Maxwell | Ausfall     | Unfall       |